# 柳川賢次
柳川 賢次（やながわ けんじ、1954年 - ）は、日本の建築家。神戸市新開地デザイン委員もつとめる。

## 来歴
大阪府に生まれる。1977年に大阪工業大学工学部建築学科を卒業する。瀧光夫建築・都市設計事務所に勤務し、一方母校の大阪工業大学工学部建築学科建築計画増田研究室の研究生ともなる。研究テーマは「LE CORBUSIERの空間構造」。1978年に研究生を修了した。
1983年、一級建築士事務所「柳川賢次建築設計事務所」を開設する。1988年、有限会社柳川賢次建築設計事務所に商号を変更した。

## 主な作品と賞歴
- 神戸・狩口地域センター[1] - 設計競技最優秀賞（1992年）および第22回日本建築士連合会会員作品展優秀賞（1994年） 、第10回日本建築士会連合会賞奨励賞（1995年）[2]
- 「町家2000」 - 全国木材連合会会長賞（2000年）
- 「つつじヶ丘の家」 - 第61回大阪建築コンクール大阪府知事賞（2017年）[3]。